# Lodkrimmerlav
Lodkrimmerlav (Rinodina confragosa) är en lavart som först beskrevs av Erik Acharius, och fick sitt nu gällande namn av Körb. Lodkrimmerlav ingår i släktet Rinodina och familjen Physciaceae.  Arten är reproducerande i Sverige. Inga underarter finns listade i Catalogue of Life.